# Lorna Prendergast
Lorna Prendergast é uma activista e investigadora de demência australiana. Ela formou-se na Universidade de Melbourne com um mestrado em envelhecimento em 2019, aos 90 anos. Depois de se formar, ela começou a experimentar a musicoterapia como tratamento para a demência. Ela foi nomeada para as 100 mulheres da BBC em 2020 e foi nomeada para australiana do ano em 2021.